# Académie Delécluse
L'Académie Delécluse est une ancienne école d'art française fondée à Paris dans les années 1880 par le peintre Auguste Joseph Delécluse. Les étudiants des deux sexes y étaient admis avec une plus grande place faite aux femmes.

## Historique
Cette académie parisienne est fondée par le peintre français Auguste Joseph Delécluse (1855-1928) et semble avoir été en activité à partir de 1884 ou 1888. D'abord établie dans un sous-sol avec peu d'élèves, le bouche à oreille fait son effet parmi les étudiants, et pour accueillir davantage d'entre eux, l'établissement déménage plusieurs fois avant d'établir un emplacement permanent à Montparnasse au 84, rue Notre-Dame-des-Champs,.
Comme l'Académie Julian, l'Académie Colarossi et l'Académie Vitti, elle accepte des étudiantes. Les hommes et les femmes sont formés séparément dans deux ateliers pour les femmes et un pour les hommes. L'académie s'avère être particulièrement populaire parmi les artistes anglaises, et américaines. À son apogée, elle est l'un des quatre ateliers les plus connus de Paris, mais son influence et son niveau scolaire déclinent au début du XXe siècle.

## Enseignants
Les professeurs principaux sont les Français :
- Georges Callot (1857-1903) ;
- Paul Delance (1848-1924) ;
- Auguste Joseph Delécluse[6].

Autres professeurs notables :
- Edward Frederick Ertz, américain ;
- Svend Rasmussen Svendsen (en), norvégien.

## Élèves notoires
- Borghild Arnesen
- Nathaniel Choate (en)
- Colin Campbell Cooper
- Florence Carlyle[7]
- Alson S. Clark
- Jenny Eakin Delony (en)[8]
- Simon Elwes (en)
- Frederick Carl Frieseke
- Dumitru Ghiață
- Agnes Goodsir
- Harold Harvey (en)
- Roland Hinton Perry (en)
- Julia Beatrice How 1867-1932), élève en 1892
- Alice Sarah Kinkead (en)
- Emma Lampert Cooper
- Andrew Law (en)
- Jeanne Lauvernay-Petitjean
- Blanche Lazzell
- Harry Leith-Ross (en)
- Anna Lownes (en)
- Cedric Morris (en)
- Sarah Noble Ives (en)
- Gertrude Partington Albright (en)
- Channel Pickering Townsley (en)
- Lydia Purdy Hess (en)
- James Peter Quinn
- Svend Rasmussen Svendsen (en)
- Hilda Rix Nicholas
- Edith Somerville
- Ida Waugh (en)
- Mahonri Mackintosh Young